# 西格德·韦滕霍维-阿斯帕
耶奥里·西格德·韦滕霍维-阿斯帕（芬蘭語：Georg Sigurd Wettenhovi-Aspa，1939年前作，出生姓；1870年5月7日—1946年2月18日），芬兰画家、雕塑家、作家及语言学家。
他在多领域的活动常被以一长串头衔形容：“优生学家、发明家、运河建筑师、共济会成员、红色战俘营指挥官、埃及学家、崇拜希特勒的芬诺曼运动家以及天文学家”。

## 生平
韦滕霍维-阿斯帕的父亲是赫尔辛基大学的解剖学教授耶奥里·阿斯普（1834—1901），母亲是女子体操推广者玛蒂尔达·索菲亚·韦滕霍维。二人于1890年离婚，之后玛蒂尔达携年幼的孩子们搬到了瑞典。西格德·韦滕霍维-阿斯帕的弟弟包括工程师兼建筑师贝特尔·阿斯普，以及政治学博士、商学院校长兼主编托勒·阿斯普。
12岁时，韦滕霍维-阿斯帕进入石勒苏益格文理中学，在那里完成了相当于高中毕业考试的预科考试。他于1888年至1891年间在哥本哈根的丹麦皇家美术学院和克勒耶美术学院学习艺术。1892年，他开始了自己的艺术家生涯，并于1895年和1896年参加了芬兰艺术家展览。1892年，他获得了芬兰的国家旅行奖学金前往巴黎，并在1892至1894年间参加了沙龙大型展览。他的画作在1894年于里昂获得金奖。在1898年的国家艺术比赛中，他凭借作品《犹大的悔恨》(Juudaksen katumus)获得了人物画组的二等奖；此外，他还获得了多个国际奖项，包括1895年法国圣艾蒂安国际美术展的金奖，以及同年法国阿卡雄国际美术展的银奖。1899年，他出版了诗集《献给祖国》（Pro Patria），但其中部分内容遭到俄国审查机关的删除。
1900年，韦滕霍维-阿斯帕在赫尔辛基、坦佩雷、图尔库、斯德哥尔摩、奥斯陆和哥本哈根举办了画展。展览上有许多画作被售出，其中《荒野中的基督》(Kristus erämaassa)被一所教堂购入，《犹大与克娄巴特拉》(Juudas ja Kleopatra)被奥尔堡博物馆收藏。1904年，尼古拉·博布里科夫遇刺后，韦滕霍维-阿斯帕前往柏林，在那里以化名发表了讽刺俄罗斯局势的漫画。这些作品也刊登在慕尼黑的《青年》（Jugend）杂志以及一家巴黎刊物上。他还与漫画家格朗·茹昂和希腊人德拉诺斯合作出版了小册子《红色沙皇》（Punainen tsaari），描述了1905年1月28日圣彼得堡“血腥星期日”事件的经过。巴黎警方起初试图阻止该书发行，但最终仍有超过十万册流传到境外。1905年，韦滕霍维-阿斯帕在环球书店出版社出版了《尼古拉二世与俄国危机》（Nikolai II ja venäläinen kriisi）一书。之后，他获准作为战地记者前往日本，但因战争很快结束，不得不在三个月后返回。1906年，韦滕霍维-阿斯帕来到尼斯，并在巴黎与慕尼黑举办了以反对俄国为主题的讽刺画展。此展览在1911年于图尔库展出时，被芬兰总督弗朗茨·阿尔伯特·蔡恩下令关闭。
在第一次世界大战期间的1915年，韦滕霍维-阿斯帕秘密得知俄国人计划强行从芬兰征用马匹。根据他自己的说法，他随即前往圣彼得堡，并通过统计数据向国务大臣展示芬兰的马匹数量之少，从而使得强制征用计划被搁置。最终，仅在维堡省征用了少量马匹，但这些也都得到了金钱补偿。
1918年，韦滕霍维-阿斯帕自4月中旬起担任卡亚洛赫亚地方白卫军的指挥官，直到当年年底。1919年秋，奥兰群岛问题成为焦点时，韦滕霍维-阿斯帕在坦佩雷召集了一次大型民众大会，这是芬兰内战结束后，首次所有政党齐聚一堂的会议。当晚，阿斯帕向法国总理乔治·克列孟梭发去电报，建议他就奥兰问题与当时正在巴黎的曼纳海姆进行会谈。克列孟梭于次日便接见了曼纳海姆，而几天后，奥兰问题被从巴黎和会的议程中撤下，移交给国际联盟处理。
在芬兰禁酒法生效后，韦滕霍维-阿斯帕用芬兰语和瑞典语出版了《钉在禁酒法棺材上的钉子》(Nauloja kieltolain ruumisarkkuun)一书。该书一经出版即销售一空，其中的所有预言后来都被证明应验。韦滕霍维-阿斯帕认为禁酒法对运动员尤其危险，因为这些来自禁酒国家的运动员一旦出国，面对大量容易获得的酒精饮品，往往缺乏拒绝的能力。1927年，韦滕霍维-阿斯帕出版了关于斯特林堡的著作，此后还成为年刊《碱渍鱼》的撰稿人。
韦滕霍维-阿斯帕认为自己遭到了官方艺术界的排挤，因此他于1896至1903年间在赫尔辛基举办了“自由艺术展”，展出自己的作品。他的画作常常尺寸巨大，并附带宣传册，列举了作品在国外所获的赞誉评论，并引用了他自己关于艺术的见解。韦滕霍维-阿斯帕也创作了大量肖像画，常常仅以照片为依据作画。在当时，许多人将他视为象征主义衰落的代表人物。他那些大幅画作被批评为平淡无奇、类似宣传画，而他自负傲慢的态度也让人感到反感。

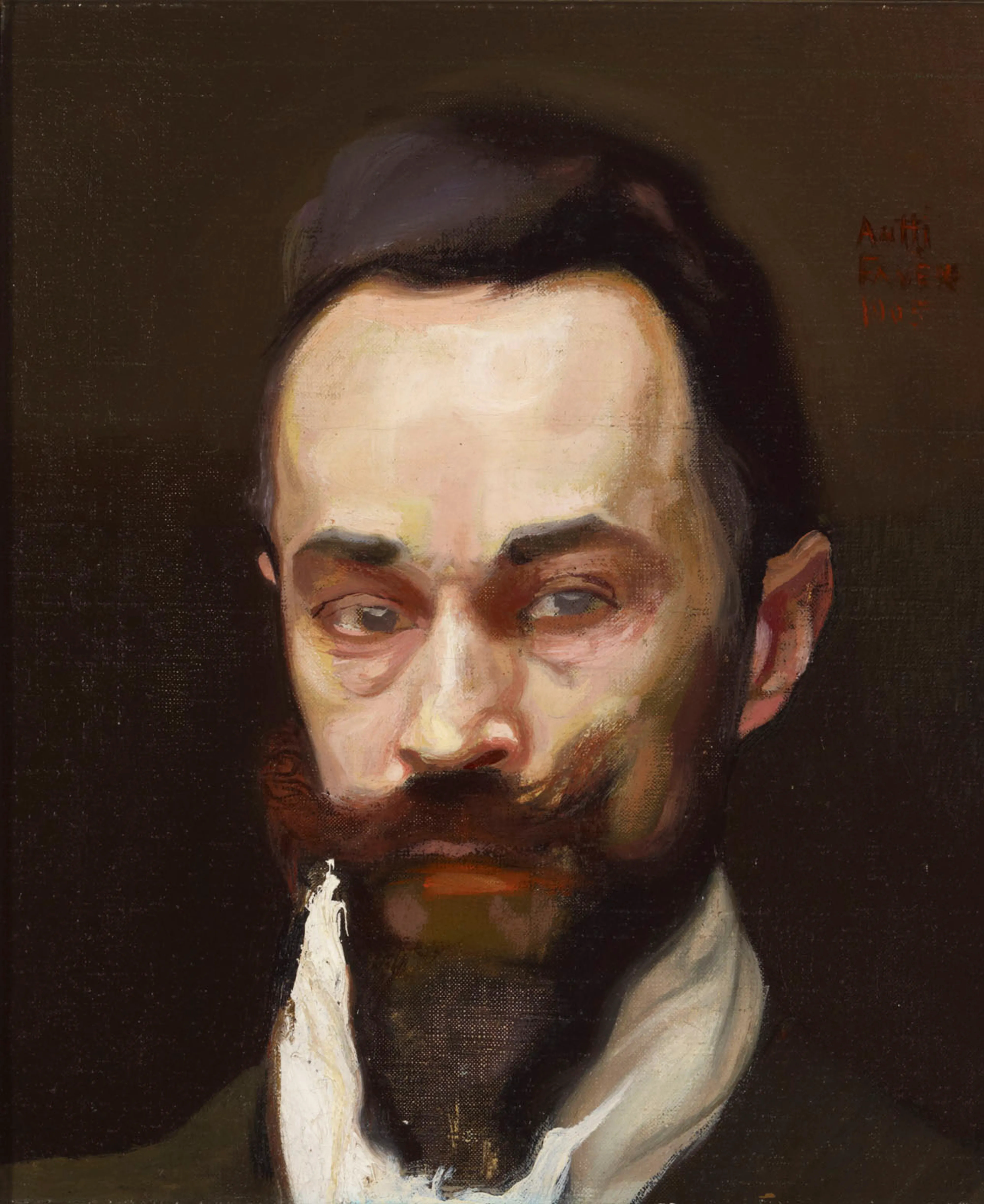
安蒂·法文的肖像，韦滕霍维-阿斯帕绘制，创作于1905年

在政治领域，韦滕霍维-阿斯帕支持激进派的反俄立场，并对德国及其文化怀有钦佩之情。芬兰独立后，他积极主张将卡尔·古斯塔夫·曼纳海姆（他与一些人希望将其名芬兰化为）选为芬兰国王。尽管他本人的芬兰语能力较弱，但他却是一位狂热的芬兰民族主义者，这种立场后来也体现在他关于语言学的诸多理论中。
韦滕霍维-阿斯帕的一大特征，是他热衷于各种宏大的计划——这些计划耗费了他大量的时间与金钱，但始终未能取得任何实际成果。此类设想包括：通过在白令海峡修建大桥，将亚欧大陆与美洲的铁路网络连接起来；在撒哈拉沙漠开采钻石；在拉普兰淘金；以及设计库尔曼波希亚水力发电站。
在与库尔曼波希亚项目相关的背景下，韦滕霍维-阿斯帕于1907年曾在日内瓦考察水力发电厂，并前往瑞典的特罗尔海坦设施参观，这些考察促使他构想出伊马特拉与库尔曼波希亚的发电计划。他还得到了圣彼得堡教授乌尔曼的支持，后者是创立于1886年的俄国电力公司总裁。该公司由德国人掌控，负责莫斯科、华沙与圣彼得堡的照明供电。韦滕霍维-阿斯帕还成功争取到英国公司 Hill & Stuart 的支持，而该项目的资金则计划通过美国银行家约翰·皮尔庞特·摩根在欧洲的代表艾伦·格伦费尔特来筹措。根据计划，塞马湖的水位将被抬高1米，湖水将通过库尔曼波希亚排出，从而绕过上武奥克西河的瀑布，使伊马特拉瀑布得以保留供游客观赏。然而，随着1914年第一次世界大战的爆发，该项目最终未能实现。

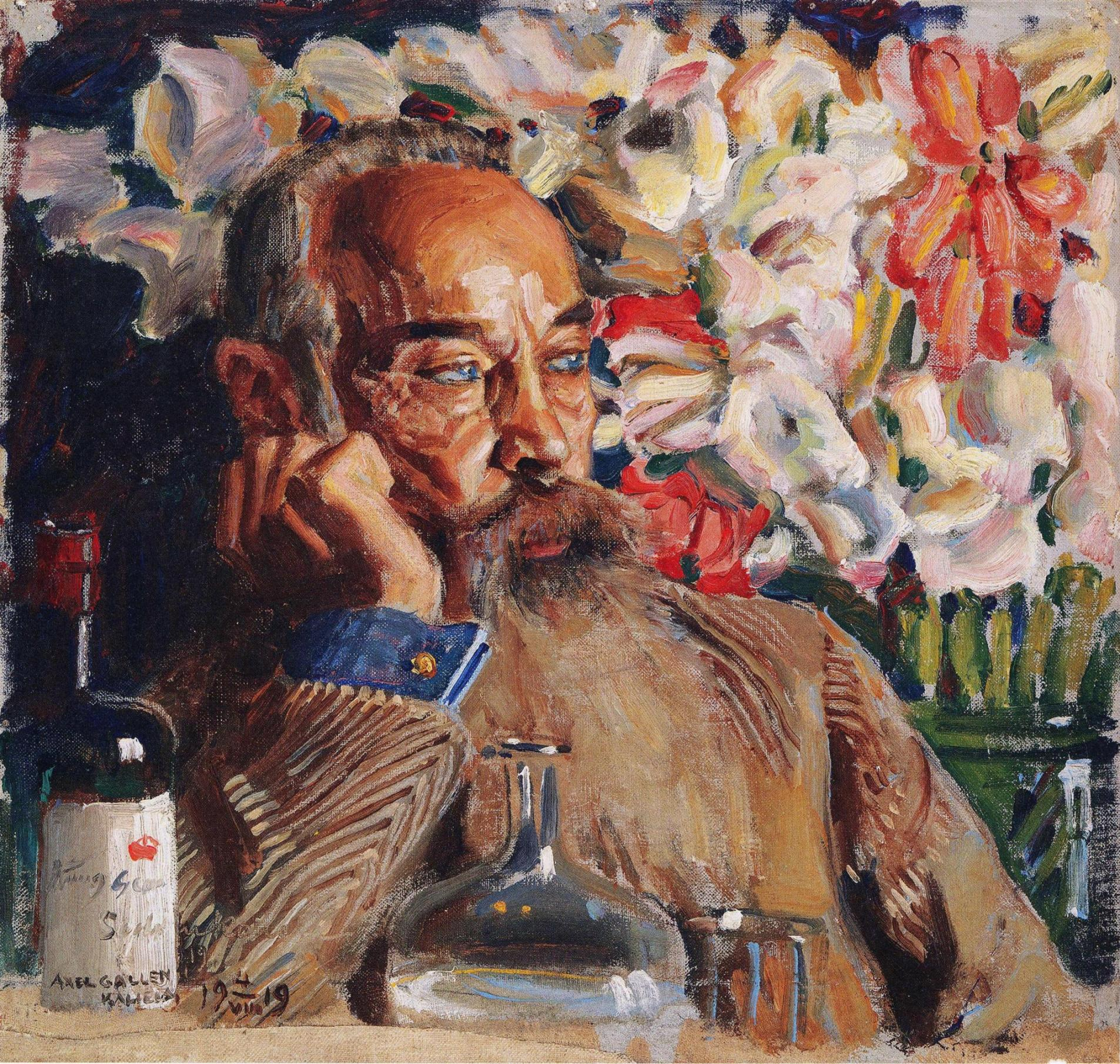
阿克塞利·加伦-卡勒拉于1918年创作的韦滕霍维-阿斯帕的肖像画

20世纪初，韦滕霍维-阿斯帕在卡亚洛赫亚建造了由自己设计、屋顶呈金字塔形的维尔尼耶米别墅，并不时居住于此。别墅的上层为高达10米的画室，居住空间则位于下层。韦滕霍维-阿斯帕曾结过两次婚。第一任妻子是1895年与他成婚的巴黎女演员玛丽·索菲·帕亚尔（卒于1915年）；第二任妻子是德国小提琴家格特鲁德·“格蒂”·延德里茨基（1888年生，卒于1945年以后），两人婚姻持续于1915年至1934年。1904年，韦滕霍维-阿斯帕踏上了长途的欧洲旅行，将妻子帕亚尔留在了维尔尼耶米别墅。帕亚尔长期生活在孤独和贫困之中，最终于1908年被送入拉平拉赫蒂医院，并在那里去世。
1934年，韦滕霍维-阿斯帕与他的第二任妻子、小提琴艺术家格特鲁德·“格蒂”·延德里茨基正式离婚。早在1928年，为了在离婚时避免财产分割，韦滕霍维-阿斯帕便通过虚假买卖的方式将维尔尼耶米别墅“卖”给了玛伊莉·阿乌蒂奥。然而，他之后不得不进行一场漫长的法律诉讼，直到1937年这笔交易被宣布无效，他才重新获得别墅的所有权。在1930年代，韦滕霍维-阿斯帕搬到赫尔辛基，与药剂师汉娜·拉帕莱宁（1881—1966）同住，起初居住在奥罗拉街，1937年起搬至阿卡迪亚街21号——该处是一整栋石造楼房，由拉帕莱宁购得。韦滕霍维-阿斯帕于1930年代初结识拉帕莱宁，并曾多次作为她的旅伴一同出国旅行。
富有的汉娜·拉帕莱宁是韦滕霍维-阿斯帕的资助人。她曾于1938年出资修缮了维尔尼耶米别墅，并资助他出版书籍。尽管二人的关系因韦滕霍维-阿斯帕于1945年的不忠而告终，拉帕莱宁仍持续给予他经济上的支持，直到他去世为止。她甚至还出资为韦滕霍维-阿斯帕的墓地立起了纪念碑。
韦滕霍维-阿斯帕度过晚年的地方是位于维尔尼耶米的别墅。他将这栋别墅遗赠给芬兰美术协会联盟，至今该联盟仍拥有别墅所在的土地，尽管原始的别墅建筑早在1981年就已被拆除。在原址上，于1994年建成了“阿斯帕工作坊”，并按照韦滕霍维-阿斯帕的遗愿，对外租借给视觉艺术家用于休养和创作。然而，他的文稿及其他大部分遗物，随着岁月流逝，大多已遗失。
韦滕霍维-阿斯帕的画作《心理合成》（Psykosynteesi）最终归赫尔辛基大学中央医院皮肤与过敏病科诊所所有，自2010年春季起，该画被悬挂在皮肤与过敏病医院二楼大厅的墙上。

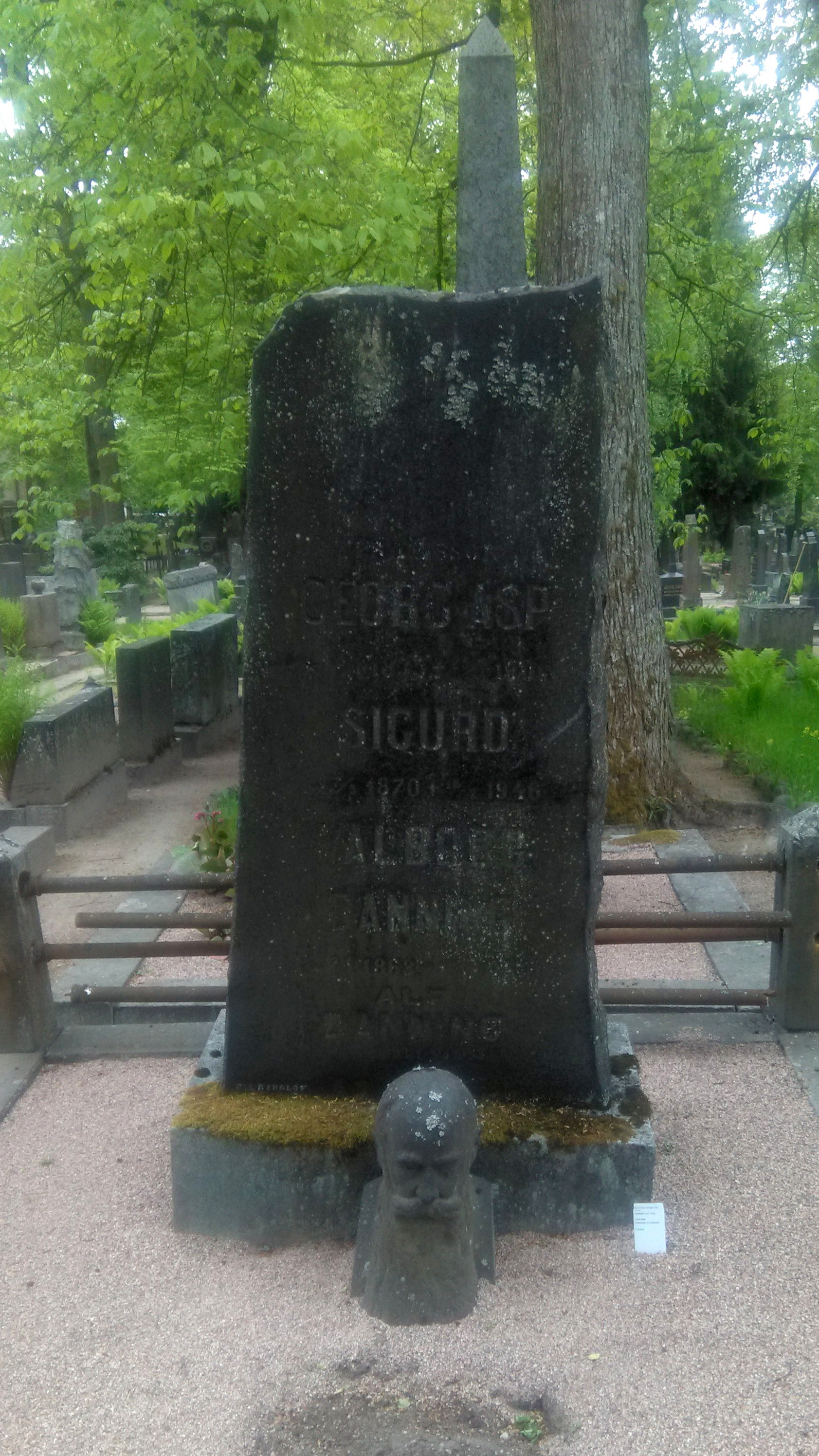
韦滕霍维-阿斯帕的墓地，位于希耶塔涅米墓园

## 伪语言学理论
20世纪初，韦滕霍维-阿斯帕成为一名热情高涨的芬诺曼运动家，并开始发展自己的一套伪语言学理论，声称所有文明都起源于芬兰。他通过充满想象的语源学解释，试图证明许多外国地名和外语词汇都可以追溯到某种芬兰语的原始形式。
韦滕霍维-阿斯帕在多部出版著作中介绍了这些语言理论，其中最著名的是他于1935年出版的《卡勒瓦拉与埃及：芬兰的黄金之书（二）》（Kalevala ja Egypti: Suomen Kultainen Kirja II）。在这本书中，韦滕霍维-阿斯帕主张，古埃及文明是由来自爪哇、经由印度迁徙而来的芬兰人所创建的；印欧语则起源于一种芬兰-埃及混合的原始语言，这种语言同时也是整个人类的始源语言。他将这一理论称为“芬兰-埃及学”（fennoegyptologia）。此外，韦滕霍维-阿斯帕还声称，德国人最初是芬兰-乌戈尔语民族，后来在数百年中逐渐转用日耳曼语。
韦滕霍维-阿斯帕声称，例如，（金字塔）一词来源于（神圣的框架），（斑马）源自（陪伴马），或（西班牙）来自（妖魔摔跤之地），（伯克利）则来自（魔鬼），（瑞典语中的“人类”）一词来自（土地的耕作人），诸如此类。这一理论在德国受到海因里希·希姆莱及其秘密组织的喜爱。

### 理论形成的背景
韦滕霍维-阿斯帕的研究可以被视为哥特主义历史叙事的晚期继承者。这一思潮起源于16至17世纪的瑞典。当时的历史学者约翰内斯·芒努斯、约翰内斯·梅塞纽斯、耶奥里·谢恩耶尔姆和奥劳斯·鲁德贝克在他们的研究中指出，瑞典是世界上最古老的王国（建立于大洪水后一百年），瑞典人曾经统治整个欧洲并创造了欧洲的文明文化。这些主张的依据来自《圣经》、古代传说以及古冰岛的萨迦故事。
18世纪的丹尼尔·尤斯莱纽斯可以认为是韦滕霍维-阿斯帕的先驱，他相信芬兰人是失踪的以色列十支派之一。
韦滕霍维-阿斯帕还将自己的理论建立在某些古埃及语词汇与芬兰语词汇之间的相似性上。他关于芬兰语与埃及之间的联系、芬兰人与埃及人属于同一原始种族的观念，以及对《卡勒瓦拉》特殊意义的强调，皆源于19世纪末至20世纪初神智学讨论中的观点。

### 批评
当时的人们普遍认为韦滕霍维-阿斯帕在语言学上的推论缺乏根据，并以讽刺的态度对待他的观点。对此持正面态度的主要是神智学家佩卡·埃尔瓦斯特，他指出这些观点接近某些秘学事物。韦滕霍维-阿斯帕处理这一主题的方法在很大程度上与他的朋友奥古斯特·斯特林堡类似。对于斯特林堡，这一阶段曾被怀疑是精神错乱所致，因为人们未能识别其基于相似性而建立的信念具有史威登堡式的特征，而这在当时其实相当普遍。也有人提出，韦滕霍维-阿斯帕可能并非当真，而只是在戏仿当时的语言学理论，并有意挑衅斯韦科曼运动。然而，许多同时代人及持相似观点者却将他当真，因为在秘学圈中，这类信念并不罕见。韦滕霍维-阿斯帕本人则始终坚持这些主张，直到去世，而当年的争论对手，例如斯特林堡，早已故去。

## 延伸阅读
- Kakriainen, Ulla-Satu: Kahden Sigurd Wettenhovi-Aspan 1890-luvun öljyvärimaalauksen tutkimus ja konservointi. Konservoinnin koulutusohjelman opinnäytetyö. Metropolia Ammattikorkeakoulu 2012.
- Lindell, Elisa: Vapaat taidenäyttelyt 1896–1903 eurooppalaisessa ja suomalaisessa kontekstissa: Sigurd Wettenhovi-Aspan rooli. Taidehistorian pro gradu-tutkielma. Taiteiden ja kulttuurin tutkimuksen laitos, Jyväskylän yliopisto 2014.
- Pitkälä, Pekka: Pyramidit, pyhät raamit: Sigurd Wettenhovi-Aspan (1870–1946) näkemykset suomen kielestä ja suomalaisten historiasta. Kulttuurihistorian pro gradu -tutkielma. Historian, kulttuurin ja taiteiden tutkimuksen laitos, Turun yliopisto 2010.
- Pitkälä, Pekka: “Sigurd Wettenhovi-Aspa, August Strindberg and a Dispute Concerning the Common Origins of the Languages of Mankind 1911–1912 ”. Scripta Instituti Donneriani Aboensis vol 29: Approaching Esotericism and Mysticism: Cultural Influences, pp 49–81. The Donner Institute for research in Religious and Cultural History, Åbo 2020.